# Печаль и жалость
«Печаль и жалость» (фр. Le Chagrin et la Pitié) — французский документальный фильм режиссёра Марселя Офюльса, вышедший в 1969 году. Рассказывает о сотрудничестве французских властей с Германией во время Второй мировой войны.

## Сюжет
Фильм представляет собой набор рассказов жителей французского Клермон-Феррана о жизни во время Второй мировой войны. В числе героев ленты коллаборационисты, участники Сопротивления и обычные люди, которые просто приспосабливались к новой жизни при вишистском режиме. 40 минут из 240 занимают архивные кадры.
В первой части картины речь идёт о разгроме 1940 года и об изначальной поддержке режима Петена. Разные люди дают разные объяснения поражению Франции и принятию пронемецкого правительства. Особое внимание уделяется использованию Германией и вишистами антисемитской идеологии (в частности, фильму «Еврей Зюсс», сцены из которого вмонтированы в «Печаль и жалость»). Французский политик-еврей Пьер Мендес-Франс рассказывает о своём судебном процессе и о побеге из тюрьмы.
Вторая часть фильма посвящена движению разных группировок к более открытому сопротивлению немцам или к сотрудничеству с ними. Обсуждаются действия партизан и подпольных сетей, углубление сотрудничества правительства Виши во главе с Пьером Лавалем с властями Германии. Особое внимание уделяется денатурализации и депортации французских евреев. Приводится большое интервью с Кристианом де ла Мазьером, французским аристократом, который сражался на Восточном фронте в составе вермахта. Пока де ла Мазьер объясняет, как его консервативное воспитание и страх перед коммунизмом привели к тому, что он стал приверженцем фашизма, Офюльс воспроизводит аудиозапись выступления Гитлера. Тем временем гид во время экскурсии по замку ла Мезьер показывает предметы, связанные с французской королевской семьей.
В финале второй части рассказывается об освобождении Франции и о дальнейшей судьбе участников Сопротивления и коллаборационистов. Демонстрируются кадры, на которых француженкам, замеченным в связях с немецкими солдатами, бреют головы. Интервьюируемая рассказывает, как её обвинили в доносе на участников Сопротивления и пытали до суда.

## Премьера и значение
В первые 20 лет после войны принято было считать вишистский режим марионеточным, державшимся только за счёт немецкой оккупации, в то время как вся Франция участвовала в Сопротивлении. Фильм «Печаль и жалость» впервые показал, что рядовые французы тоже в ответе за союз с Третьим рейхом, массовые расстрелы и депортации. Из-за этого его премьерный показ по телевидению был отменён в последний момент; ленту смогли увидеть только посетители одного из парижских кинотеатров. Тем не менее «Печаль и жалость» имели огромное значение для переоценки французами своего прошлого и для мировой кинодокументалистики в целом. Этот фильм считается одной из лучших лент в истории жанра, он стал образцом для Клода Ланцмана, создавшего фильм «Шоа».
Французские коммунисты и социалисты высоко оценили фильм, тогда как «правые» его раскритиковали. Звучали мнения о том, что авторы картины слишком избирательно подошли к материалу, что прошло недостаточно времени для оценок. В американском журнале Time появился положительный отзыв, в котором говорилось, что Марсель Офюльс «пытается развеять буржуазный миф (или искаженную память), позволяющий Франции вести себя так, будто почти все французы сотрудничали с немцами». Роджер Эберт поставил фильму четыре балла из четырёх, высоко оценив глубину и сложность показанных в нём человеческих портретов. Со временем высоких оценок становилось всё больше: например, американский кинокритик Кеннет Туран в статье для Los Angeles Times назвал «Печаль и жалость» «монументальной» работой и «одним из самых мощных документальных фильмов, когда-либо снятых»; британское издание Arts Desk признало эту картину «величайшим документальным фильмом» о Франции во Второй мировой войне.
Фильм был номинирован на премию «Оскар» в 1971 году, получил специальную награду от Национального общества кинокритиков, которое назвало его «картиной, представляющей исключительный общественный интерес». В 1972 году он был назван лучшим фильмом на иностранном языке по версии Национального наблюдательного совета США. В Великобритании в 1972 году «Печаль и жалость» получили премию BAFTA как лучший иностранный телефильм.